# Basket club Nord Ardèche
Le Basket club Nord Ardèche est un club français de basket-ball né en 2005 de la fusion des clubs de Talencieux Sport Basket et de l'Union Sportive du Basket Annonéen, et basé dans la ville d'Annonay.

## Palmarès
2015-2016 : Juniors champions 1re Division des Alpes
2015-2016 : Juniors 2 champions Drôme Ardèche
2015-2016 : Minimes garçons champions Drôme Ardèche 1re Série
2014-2015: Séniors 4 champions 1re Division Drôme Ardèche
2014-2015 : Entente BCNA-ASR       Benjamines 2 championnes 2e série Drôme Ardèche
2013-2014: Séniors 2 champions Promotion Excellence  Alpes Région
2011-2012 : Benjamins 1 champions Drôme Ardèche Elite

2010-2011 : Cadets 2 champions Drôme Ardèche Elite 

2009-2010 : Séniors 3 champions Excellence Drôme Ardèche

2007-2008 : Minimes Filles championnes Drôme Ardèche Elite
2007-2008 : Séniors 3 champions Promotion Excellence Drôme Ardèche
2006-2007 : Cadettes 2 championnes Drôme Ardèche Elite
2005-2006 : Cadettes championnes Drôme Ardèche Elite

## Historique
Le vendredi 22 avril 2005, le BASKET CLUB NORD ARDECHE (BCNA) est né de la fusion des clubs TALENCIEUX SPORT BASKET (TSB) et UNION SPORTIVE du BASKET ANNONEEN (USBA).
Ce nouveau club réunit donc les forces vives du basket local, ambition partagée par les équipes dirigeantes des deux clubs d'origine. Une large majorité des adhérents des deux clubs ont également exprimé leur approbation en votant la dissolution de leur club respectif au cours des assemblées extraordinaires qui se sont tenues mercredi 20 avril 2005.
Ce nouveau club représente l'aboutissement de relations étroites tissées entre les deux clubs depuis de nombreuses années.
L'équipe dirigeante du BASKET CLUB NORD ARDECHE partage un projet ambitieux, à la fois sportif et social, pour que chaque enfant, chaque joueur, chaque parent, chaque bénévole trouvent dans ce nouveau club des règles de vie, des copains et des amis et surtout du plaisir.

## Classement
- 2008-2009 : 6e Poule A de Nationale 2
- 2009-2010 : 12e Poule A de Nationale 2
- 2010-2011 : 8e Poule A de Nationale 2
- 2011-2012 : 8e Poule A de Nationale 2
- 2012-2013 : 9e Poule A de Nationale 2
- 2013-2014 : 10e Poule A de Nationale 2
- 2014-2015 : 10e Poule A de Nationale 2
- 2015-2016 : 13e Poule A de Nationale 2 (descente en Nationale 3)
- 2016-2017 : 9e Poule L de Nationale 3
- 2017-2018 : 2e Poule B de Nationale 3
- 2018-2019 : 12e Poule A de Nationale 3 (descente en Pré-Nationale)

## Anciens Joueurs
- Audrius Maneikis
- Bojan Tadic
- Yacouba Touré
- Patrick Mageot